# Парем
Парем — деревня в Гдовском районе Псковской области России. Входит в состав Добручинской волости Гдовского района.
Расположена на левом берегу реки Плюсса, в 26 км к северу от Гдова, в 10 км к северу от волостного центра, деревни Добручи, в менее чем 1 км к югу от деревни Потрехново. По западной окраине деревни проходит участок железной дороги Гдов — Сланцы (разъез № 8 в 1 км к северу).

## Население
Численность населения деревни на 2000 год составляла 9 человек, по переписи 2002 года — 9 человек.